# Live 15-lecie
Live 15-lecie – drugi album koncertowy radomskiej grupy rockowej Ira wydana 22 listopada 2004 roku. Album ukazał się nakładem firmy BMG Poland. Pierwszy koncertowy krążek zespołu ukazał się w grudniu 1993 roku, nakładem firmy Akar.
Płyta ta jest zapisem wielkiego jubileuszowego koncertu jaki się odbył z okazji 15-lecia istnienia grupy Ira. Odbył się on 25 września 2003 w radomskim amfiteatrze, czyli dokładnie w tym samym miejscu gdzie zespół przed laty zaczynał swoją muzyczną drogę. Na ten specjalnie przygotowany koncert zjechali fani z całej Polski, obecnych ich było w sumie ponad 7 tysięcy. Jako support wystąpiły dwa radomskie zespoły: metalowy Thorn oraz rockowe Lustro.
Następnie na scenie pojawił się zespół Ira. Grupa zaprezentowała wszystkie swoje hity. Zespół zaprezentował utwory z każdej płyty, które były chóralnie śpiewane przez fanów wraz z wokalistą grupy Arturem Gadowskim. Na koncercie zespół zaprezentował także trzy covery, „Highway to hell” AC/DC, „Oni zaraz przyjdą tu” Breakoutu, oraz „Venus” z repertuaru holenderskiego zespołu rockowego Shocking Blue. Zagrano również trzy utwory Walcz, Ikar oraz tytułowy Ogień z płyty Ogień, która była wtedy na etapie nagrywania. Utwór Ikar nie został ostatecznie zamieszczony na krążku.
Cały koncert prowadził Krzysztof Skiba, Paweł Kukiz wystąpił w duecie z Gadowskim w utworze Znamię, Andrzej Cierniewski wykonał utwór Bezsenni, Piotr Lato zaśpiewał Nadzieję wraz z Gadowskim, na scenie pojawił się także bliski przyjaciel zespołu Zbigniew Hołdys, który zagrał na gitarze w utworach: Twój cały świat, Nadzieja, oraz Wiara. Gościnnie wystąpił także kwartet smyczkowy „Strings”. Cały koncert trwał blisko ponad 3 godziny.
Premiera krążka odbyła się 22 listopada 2004 roku koncertem w radomskiej „Resursie”. Wydawnictwo składało się z dwóch płyt CD oraz jednej DVD. Płyta cieszyła się dużym powodzeniem wśród fanów. Potem zespół wyruszył w trasę klubową promując najnowszy krążek. W styczniu 2004 roku telewizja TVP2 wyemitowała 50 minutowy fragment z zapisu jubileuszowego koncertu.

## Twórcy
Ira
- Artur Gadowski – śpiew
- Wojciech Owczarek – perkusja
- Piotr Sujka – gitara basowa, chór
- Sebastian Piekarek – gitara, chór
- Maciej Gładysz – gitara
- Marcin Bracichowicz – gitara

Gościnnie na koncercie wystąpili
- Krzysztof Skiba – prowadzenie koncertu
- Zbigniew Hołdys – gitara w utworze Nadzieja, „Twój cały świat” oraz Wiara
- Paweł Kukiz – śpiew w utworze „Znamię
- Andrzej Cierniewski – śpiew w utworze Bezsenni
- Piotr Lato – śpiew – utwór Nadzieja”
- Tomasz Bracichowicz – instrumenty klawiszowe
- Kwartet smyczkowy Strings w składzie:
- Anna Boniecka – skrzypce
- Wioletta Możdżeń – skrzypce
- Sylwia Mróz – altówka
- Dorota Woźniak – wiolonczela
- Thorn & Lustro – support

Produkcja
- Produkcja koncertu i płyty: Mariusz Musialski („El Mariachi Management”)
- Realizacja dźwiękowa koncertu: Mirosław Anecki
- Realizacja oświetleniowa: Marcin Micha, Lucjan Siwczyk TRASNCOLOR
- Realizacja dźwiękowa nagrania: Tomasz Rogula
- Mix i mastering dźwięku: Leszek Kamiński
- Realizacja obrazu: Paweł Bogucz
- Zdjęcia: Andrzej Stachura, Dawid Olczak
- Projekt okładki, oprawa graficzna: TWISTER.pl Marcin Korpanty
- Patronat mediowy: Teraz Rock, TVP2, Muzyka.pl
- Wytwórnia: BMG Poland

## Lista utworów

### CD1
1. „Intro” – 2:55
2. „Mocny” (M. Musialski – W. Byrski) – 4:50
3. „California” (P. Łukaszewski – A. Gadowski) – 4:25
4. „Płonę” (W. Owczarek/P. Sujka – A. Gadowski) – 3:45
5. „Deszcz” (P. Łukaszewski – A. Gadowski) – 5:10
6. „Mój kraj” (A. Gadowski/W. Owczarek/P. Sujka/Z. Suski – J. Telus) – 4:52
7. „Bez ciebie znikam” (A. Gadowski/W. Owczarek/P. Sujka/Z. Suski – A. Gadowski) – 3:55
8. „Szczęśliwego Nowego Jorku” (M. Kościkiewicz – M. Kościkiewicz) – 9:13
9. „Ogień” (M. Musialski – W. Byrski) – 4:52
10. „Zostań tu” (K. Płucisz – A. Gadowski) – 5:45
11. „Jestem obcy” (P. Łukaszewski – A. Gadowski) – 5:35
12. „Zakrapiane spotkanie” (Kompozycja zespołu – Autor tekstu nieznany) – 3:56
13. „Ona jest ze snu” (M. Kościkiewicz – M. Kościkiewicz) – 5:00

### CD2
1. „Wyznanie” (P. Łukaszewski – A. Gadowski) – 5:01
2. „Walcz” (M. Musialski – W. Byrski) – 3:57
3. „Highway to hell” (A. Young/M. Young – B. Scott) – 6:25 (AC/DC)
4. „Inny wymiar” (A. Gadowski/M. Tysper – K. Jaryczewski) – 4:00
5. „Oni zaraz przyjdą tu” (T. Nalepa – B. Loebl) – 3:39 (Breakout)
6. „Mój dom” (K. Płucisz – K. Płucisz) – 3:37
7. „Nie zatrzymam się” (Ira) – 5:20
8. „Nadzieja” (P. Łukaszewski – L. Mróz) – 13:09
9. „Twój cały świat” (P. Łukaszewski – M. Kraszewski/J. Pyzowski) – 1:27
10. „Wiara” (P. Łukaszewski – P. Łukaszewski) – 6:46
11. „Skiba zapowiedź” – 1:10
12. „Bierz mnie” (K. Płucisz – A. Gadowski) – 5:45
13. „Venus” (R. van Leeuwen) – 3:52 (Shocking Blue)

## DVD
1. „Intro” – 2:55
2. „Mocny” (M. Musialski – W. Byrski) – 4:50
3. „California” (P. Łukaszewski – A. Gadowski) – 4:25
4. „Płonę” (W. Owczarek/P. Sujka – A. Gadowski) – 3:45
5. „Deszcz” (P. Łukaszewski – A. Gadowski) – 5:10
6. „Mój kraj” (A. Gadowski/W. Owczarek/P. Sujka/Z. Suski – J. Telus) – 4:52
7. „Bez ciebie znikam” (A. Gadowski/W. Owczarek/P. Sujka/Z. Suski – A. Gadowski) – 3:55
8. „Szczęśliwego Nowego Jorku (M. Kościkiewicz – M. Kościkiewicz) – 9:13
9. „Ogień” (M. Musialski – W. Byrski) – 4:52
10. „Zostań tu” (K. Płucisz – A. Gadowski) – 5:45
11. „Jestem obcy” (P. Łukaszewski – A. Gadowski) – 5:35
12. „Zakrapiane spotkanie” (Kompozycja zespołu – Autor tekstu nieznany) – 3:56
13. „Ona jest ze snu” (M. Kościkiewicz – M. Kościkiewicz) – 5:00
14. „Wyznanie” (P. Łukaszewski – A. Gadowski) – 5:01
15. „Walcz” (M. Musialski – W. Byrski) – 3:57
16. „Highway to hell” (A. Young/M. Young – B. Scott) – 6:25 (AC/DC)
17. „Inny wymiar” (A. Gadowski/M. Tysper – K. Jaryczewski) – 4:00
18. „Mój dom” (K. Płucisz – K. Płucisz) – 3:37
19. „Nie zatrzymam się” (Ira) – 5:20
20. „Nadzieja” (P. Łukaszewski – L. Mróz) – 13:09
21. „Twój cały świat” (P. Łukaszewski – M. Kraszewski/J. Pyzowski) – 1:27
22. „Wiara” (P. Łukaszewski – P. Łukaszewski) – 6:46
23. „Skiba zapowiedź” – 1:10
24. „Bierz mnie” (K. Płucisz – A. Gadowski) – 5:45
25. „Venus” (R. van Leeuwen) – 3:52 (Shocking Blue)

## Wydania albumu

### Płyta kompaktowa
| Kraj wydania | Wydawca    | Rok wydania | Numer katalogowy |
| ------------ | ---------- | ----------- | ---------------- |
| Polska       | BMG Poland | 2004        | EM004CD          |